# Haworthia pulchella
Haworthia pulchella är en grästrädsväxtart som beskrevs av Martin Bruce Bayer. Haworthia pulchella ingår i släktet Haworthia och familjen grästrädsväxter.

## Underarter
Arten delas in i följande underarter:
- H. p. globifera
- H. p. pulchella